# Telegrama d'Ems

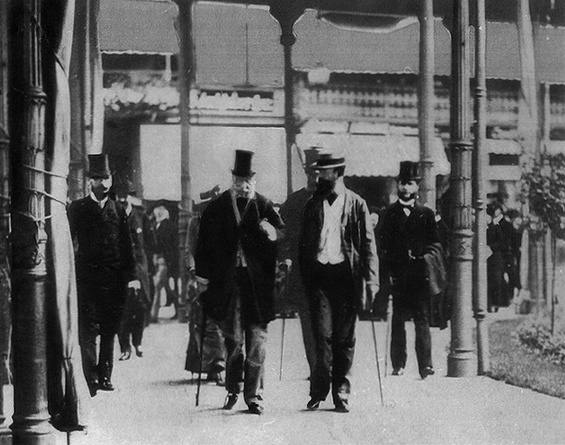
El rei Guillem I de Prússia a Bad Ems, el 13 de juliol de 1870

El telegrama d'Ems és un document històric que va provocar un incident diplomàtic. Va ser el telegrama que informava de la trobada, el 13 de juliol de 1870, entre el rei de Prússia Guillem I i l'ambaixador francès a Prússia Vincent Benedetti a Bad Ems, al riu Lahn, prop de Coblença, en aquell moment pertanyent a Prússia. Aquest telegrama va ser escurçat per Bismark de tal manera que es va convertir en una ofensa als francesos, provocant la declaració de guerra entre França i Prússia el 19 de juliol de 1870, tal com desitjava Bismark per completar la unificació del seu país.
A resultes de la Revolució Gloriosa, que va destronar la Reina Isabel II d'Espanya, aquesta mitjançant el General Prim buscava un Rei i una de les candidatures per a ocupar el tron d'Espanya va ser la de Leopold de Hohwnzollern-Sigmaringen, que va ser recolzada per Prússia, França va posicionar-se en contra ja que un príncep Alemany al tron d'Espanya significaria que França estaria envoltada per dos països amb dos princeps alemanys. Les negociacions diplomàtiques per part de França varen fer que el Rei de Prússia accedís a desestimar la candidatura inicialment; no obstant, el 2 de juliol el canceller Otto Von Bismarck va reactivar la candidatura de cara a provocar un incident diplomàtic. Quan es va fer públic, el ministre d'Assumptes Exteriors francès, el duc de Gramont, va fer un discurs provocador a la Assemblea el 6 de juliol de 1870 i les pressions diplomàtiques per part de França es varen redoblar. L'ambaixador francès, Vincent Benedetti, va anar a trobar el Rei de Prussia per a obtenir d'ell la renúncia definitiva de la candidatura, i el dia 12 de juliol aquesta va ser anunciada pel pare del Príncep Leopold, Carles Antoni de Hohenzollern-Sigmaringen. Semblava que els plans de Bismarck havien fracassat. Tot i així, els partidaris antiliberals de França, començant pel ministre Duc de Gramont i l'Emperadriu francesa Eugènia de Montijo, no en tenien prou, i la mateixa nit varen demanar a l'ambaixador que obtingués del Rei de Prússia una confirmació per escrit de la renúncia del príncep alemany.
El dia 13 de juliol l'ambaixador Vincent Benedetti va tornar a trobar-se amb el Rei Guillem I a Ems, en una reunió informal on li va presentar la petició per escrit de la renuncia per a que fos signada. El Rei de Prússia va refusar cortesament va informar del fet al canceller Otto Von Bismarck, que es trobava a Berlín. Aquest va publicar una versió resumida de l'encontre però convenientment adulterada amb la finalitat d'ofendre el govern francès. En la versió facilitada per Bismarck semblava que el Rei i l'ambaixador s'havien insultat. L'afer va precipitar la guerra francoprussiana.

## Text dels telegrames
| «                        | El canceller federal, el comte Bismarck. Sa Majestat el Rei em va escriure: "M. Benedetti em va interceptar en el passeig per exigir, insistint de manera inadequada, que l'autoritzés a telegrafiar immediatament a París, que em comprometés, a partir d'ara, i que s'abstingués de donar el meu vistiplau per renovar la seva candidatura Hohenzollern. Es va negar a fer-ho, l'última vegada amb certa severitat, informant-li que no seria possible ni correcte assumir aquestes obligacions (per sempre). Per descomptat, em va informar que encara no havia rebut cap notícia i, com que l'havien informat abans que jo per París i Madrid, va poder entendre fàcilment per què el meu govern tornava a quedar fora de la discussió. Des de llavors, Sa Majestat ha rebut notícies del príncep (pare del candidat Hohenzollern al tron espanyol). Sa Majestat havia informat al comte Benedetti que esperava aquest missatge; però, en vista de l'exigència esmentada anteriorment i d'acord amb el consell del comte Eulenburg i el meu, va decidir no rebre el nou enviat francès, sinó informar-li per mitjà d'un ajudant que Sa Majestat havia rebut, ara, confirmació de la notícia. que Benedetti ja havia rebut de París i que no tenia res més a dir a l'ambaixador. Sa Majestat ja a judici de Sa Excel·lència comuniqui o no, de manera immediata, als nostres ambaixadors i a la premsa, la nova demanda de Benedetti i el rebuig d'aquesta». | » |
| — (13 de juliol de 1870) | |   |

### Versió editada per Bismarck
| « | «Després que els informes sobre la renúncia del príncep hereu de Hohenzollern fossin transmesos oficialment pel govern reial d'Espanya al govern imperial de França, l'ambaixador francès va presentar davant Sa Majestat el Rei, a Ems, la demanda d'autorització. i telegrafiar a París que Sa Majestat el Rei s'hauria de comprometre i abstenir-se de donar el seu vistiplau perquè la candidatura dels Hohenzollern fos renovada. Sa Majestat el Rei, per tant, es va negar a rebre la nova a l'enviat francès i li va informar a través del seu ajudant que Sa Majestat no tenia res més a dir a l'ambaixador". | » |